# Javarusjärvi
Javarusjärvi är en sjö i Finland. Den ligger i kommunen Kemijärvi i landskapet Lappland, i den norra delen av landet, 800 km norr om huvudstaden Helsingfors. Javarusjärvi ligger 216,5 meter över havet. Den ligger vid sjön Suopankijärvi. Den är 9 meter djup. Arean är 5,2 kvadratkilometer och strandlinjen är 15,71 kilometer lång. Sjön  ingår i Kemi älvs huvudavrinningsområde. 